# Antonio Concioli
Antonio Concioli (Pergola, 1739 – Roma, 1820) è stato un pittore italiano.

## Biografia
Membro della omonima antica ed autorevole famiglia di letterati e giuristi, originaria di Cantiano, fu attivo soprattutto in Umbria, Marche e Lazio. Membro dell'Accademia di San Luca a Roma, la sua produzione fu prevalentemente a tema religioso. Le sue opere sono conservate in edifici religiosi, oltre che in musei e collezioni private. A Rieti, nell'ambito dei tradizionali rapporti artistici fra il reatino e le confinanti zone delle Marche, il Concioli fu chiamato dal Capitolo della Cattedrale, dai Padri Predicatori e dal priore dei Domenicani. L'artista fu amico di Pompeo Batoni e intimo dei Colonna, dei Doria, dei Savoia, dei duchi di Modena, del cardinale Niccolò Maria Antonelli, anch'egli originario di Pergola. Morto a Roma, è sepolto nella Basilica dei Santi Apostoli.

## Alcune opere

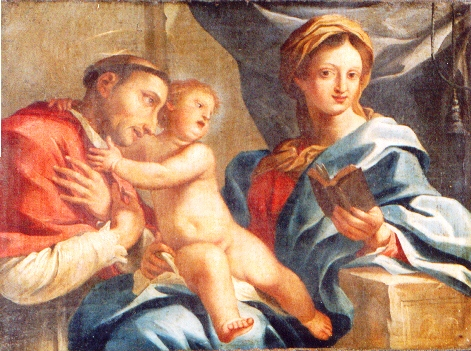
Antonio Concioli - Bambino Gesù, Madonna e San Carlo Borromeo - Collezione Genova

- Bambino Gesù, Madonna e San Carlo Borromeo, Collezione Genova
- Ciclo di tele per la Chiesa di Santa Maria Assunta di Pergola[2]
- Affreschi (con Giovanni Odazzi) raffiguranti scene della vita e del martirio di Santa Barbara - Cappella di Santa Barbara della Cattedrale di Rieti[3]
- Sant'Anatolia e Sant'Audace martiri nel monastero di Santa Scolastica a Subiaco[4]
- Morte di Sant'Andrea d'Avellino (1792) nel Duomo di Spoleto[5]
- Cappella di Sant'Antonio dei Portoghesi - Roma - Adorazione dei Magi, Natività (datato 1782) e Riposo durante la fuga in Egitto (datato 1782)[6]
- Canonizzazione di San Domenico (1791) - Museo diocesano di Rieti (già nella Chiesa conventuale di San Domenico di Rieti)[7]
- Madonna con il Bambino, due Santi martiri ed angeli, Olio su tela, cm. 26,5 x 22[8]
- Santa Barbara, Olio su tela, cm. 47 x 29,5[8]
- Madonella, Rione PIGNA a Roma. Angolo Piazza del collegio romano e Via dellaGatta[9].